# José Ángel Carrillo
José Ángel Carrillo Casamayor (ur. 7 stycznia 1994 w Murcji) – hiszpański piłkarz występujący na pozycji napastnika w Córdoba CF.